# 夜叉堂
夜叉堂（やしゃどう）は、岐阜県安八郡神戸町にある神社である。正確には神社や寺院とはいえないが、その性格上、神社扱いで記述する。
平安時代に実在したという夜叉姫とその父親である郡司安八太夫安次を祀る。夜叉ヶ池伝説に深く関わる。
毎年8月16日には、例祭である夜叉龍神大祭が行なわれる。
夜叉堂の隣にある萬歳館には、夜叉姫、夜叉ヶ池の資料を展示しており、夜叉姫絵伝や夜叉ヶ池登山往程の図の他、日吉山王祭、善学院などの資料も展示している。

## 沿革
817年（弘仁8年）、安八太夫安次が、龍神と龍神に嫁いだ娘の夜叉姫を祀る祠を、自宅内に建立したのが始まりという。
1927年（昭和2年）、安八太夫安次の子孫、石原家（戸主は代々、石原伝兵衛を名乗る）により、夜叉堂として整備される。また、境内に夜叉姫観音を祀る。

## 夜叉ヶ池の伝説
817年（弘仁8年）、延暦寺の荘園である美濃国平野庄（現、岐阜県安八郡神戸町）は大かんばつに見舞われた。この時、郡司の安八太夫安次が道端にいた小さな蛇に、「もしそなたが雨を降らしてくれたなら、我が娘をやろう。」と語ったという。
この小蛇は揖斐川の上流に住む龍神であり、安次の夢枕に「その願いをかなえよう。」と告げ、その夜、大雨を降らせた。
翌日、約束どおり娘をもらう為、龍神は若者の姿に変えて安次の前に現れた。安次が娘たちに事情を話すと、一番心がやさしい次女（三女の説もある）が、「村人を救っていただいたからには、喜んで嫁ぎます。」と、若者とともに揖斐川上流へ向かったという。

## 所在地
- 岐阜県安八郡神戸町安次517　（石原家　内）
  - 夜叉堂は石原家個人の所有である。その為、参拝する際は事前予約が必要である。

## 交通機関
- 養老鉄道養老線広神戸駅より徒歩15分。

## その他
- 夜叉姫は、夜叉龍神社などで夜叉龍神として祀られている。